# Fabian Frei
Fabian Frei (Frauenfeld, 8 gennaio 1989) è un calciatore svizzero, centrocampista del Winterthur.

## Carriera

### Club
Cresciuto nelle giovanili del Winterthur, nel luglio 2004 viene acquistato dal Basilea. Non scende mai campo fino al 2006, quando fa il suo esordio da professionista nella squadra riserve nel match di Prima Lega contro l'Under-21 del Lucerna, terminato 6-0, realizzando anche la prima rete in carriera. Nella stessa stagione fa il suo esordio nell'Under-18 contro i pari età austriaci, segnando ancora una volta al suo esordio.
Nella stagione seguente viene promosso in prima squadra, facendo il suo esordio nella Axpo Super League contro lo Zurigo. Gioca ancora nella squadra B, nella coppa nazionale e nella Coppa UEFA. Nel 2008-2009 si conferma titolare nel club, dove scende in campo per la prima volta in Champions League contro lo Sporting Lisbona. Viene convocato anche nell'Under-20, e per la prima volta anche nell'Under-21, dove realizza il suo primo gol nell'incontro amichevole contro l'Under-20 tedesca.
Nella stagione successiva viene ceduto in prestito al San Gallo, dove gioca la sua prima partita con la sua nuova squadra contro lo Young Boys (1-1); segna invece il suo primo gol contro il Bellinzona. Gioca stabilmente nell'Under-21, totalizzando 6 presenze impreziosite da 2 reti. Nella stagione 2010-2011 gli viene confermato il prestito; si rende protagonista in Coppa di Svizzera, segnando 4 reti in 3 presenze. Con l'Under-21 gioca 3 amichevoli, 2 partite di qualificazione all'Europeo di categoria, e a giugno viene convocato da Pierluigi Tami per l'Europeo Under-21 2011, dove disputa 5 presenze, segnando 1 rete contro l'Under-21 islandese. Al termine della stagione ritorna al Basilea.
Il 14 settembre 2011 in Champions League va in gol contro l'Oțelul Galați, ripetendosi il 27 settembre successivo nella trasferta contro il Manchester United.
Il 23 maggio 2015 viene acquistato dai tedeschi del Magonza.
Il 23 dicembre 2017 fa ritorno al Basilea.
Il 9 settembre 2024 si trasferisce al Winterthur.

### Nazionale
Esordisce in nazionale maggiore il 7 ottobre 2011 contro il Galles per la gara valida per le qualificazione a Euro 2012, giocando da titolare e venendo poi sostituito da Innocent Emeghara al 71'. Successivamente viene convocato per gli Europei 2016 in Francia.

## Statistiche

### Presenze e reti nei club
Statistiche aggiornate al 4 marzo 2023.
| Stagione         | Squadra          | Campionato       | Campionato | Campionato | Coppe nazionali | Coppe nazionali | Coppe nazionali | Coppe continentali | Coppe continentali | Coppe continentali | Altre coppe | Altre coppe | Altre coppe | Totale | Totale |
| Stagione         | Squadra          | Comp             | Pres       | Reti       | Comp            | Pres            | Reti            | Comp               | Pres               | Reti               | Comp        | Pres        | Reti        | Pres   | Reti   |
| ---------------- | ---------------- | ---------------- | ---------- | ---------- | --------------- | --------------- | --------------- | ------------------ | ------------------ | ------------------ | ----------- | ----------- | ----------- | ------ | ------ |
| 2007-2008        | Basilea          | SL               | 24         | 0          | CS              | 2               | 0               | CU                 | 7                  | 0                  | -           | -           | -           | 33     | 0      |
| 2008-2009        | Basilea          | SL               | 25         | 2          | CS              | 4               | 0               | UCL                | 2                  | 0                  | -           | -           | -           | 31     | 2      |
| 2009-2010        | San Gallo        | SL               | 30         | 6          | CS              | 5               | 1               | -                  | -                  | -                  | -           | -           | -           | 35     | 7      |
| 2010-2011        | San Gallo        | SL               | 34         | 7          | CS              | 3               | 4               | -                  | -                  | -                  | -           | -           | -           | 37     | 11     |
| Totale San Gallo | Totale San Gallo | Totale San Gallo | 64         | 13         |                 | 8               | 5               |                    | -                  | -                  |             | -           | -           | 72     | 18     |
| 2011-2012        | Basilea          | SL               | 31         | 4          | CS              | 4               | 2               | UCL                | 8                  | 3                  | -           | -           | -           | 43     | 9      |
| 2012-2013        | Basilea          | SL               | 27         | 4          | CS              | 5               | 2               | UCL+UEL            | 3+13               | 0+1                | -           | -           | -           | 48     | 7      |
| 2013-2014        | Basilea          | SL               | 34         | 5          | CS              | 6               | 1               | UCL+UEL            | 10+6               | 1+0                | -           | -           | -           | 56     | 7      |
| 2014-2015        | Basilea          | SL               | 31         | 1          | CS              | 5               | 1               | UCL                | 8                  | 1                  | -           | -           | -           | 44     | 3      |
| 2015-2016        | Magonza          | BL               | 18         | 0          | CG              | 1               | 1               | -                  | -                  | -                  | -           | -           | -           | 19     | 1      |
| 2016-2017        | Magonza          | BL               | 24         | 0          | CG              | 1               | 1               | UEL                | 4                  | 0                  | -           | -           | -           | 29     | 1      |
| 2017-gen. 2018   | Magonza          | BL               | 11         | 1          | CG              | 3               | 0               | -                  | -                  | -                  | -           | -           | -           | 14     | 1      |
| Totale Magonza   | Totale Magonza   | Totale Magonza   | 53         | 1          |                 | 5               | 2               |                    | 4                  | 0                  |             | -           | -           | 62     | 3      |
| gen.-giu. 2018   | Basilea          | SL               | 16         | 0          | CS              | 0               | 0               | UCL                | 2                  | 0                  | -           | -           | -           | 18     | 0      |
| 2018-2019        | Basilea          | SL               | 33         | 4          | CS              | 5               | 2               | UCL+UEL            | 1+4                | 0                  | -           | -           | -           | 43     | 6      |
| 2019-2020        | Basilea          | SL               | 33         | 10         | CS              | 6               | 3               | UCL+UEL            | 4+11               | 0+5                | -           | -           | -           | 54     | 18     |
| 2020-2021        | Basilea          | SL               | 34         | 3          | CS              | 0               | 0               | UEL                | 3                  | 0                  | -           | -           | -           | 37     | 3      |
| 2021-2022        | Basilea          | SL               | 34         | 3          | CS              | 2               | 0               | UECL               | 13                 | 0                  | -           | -           | -           | 47     | 3      |
| 2022-2023        | Basilea          | SL               | 23         | 1          | CS              | 3               | 1               | UECL               | 14                 | 2                  | -           | -           | -           | 40     | 4      |
| 2023-2024        | Basilea          | SL               | 35         | 4          | CS              | 3               | 0               | UECL               | 2                  | 0                  | -           | -           | -           | 40     | 4      |
| ago.set. 2024    | Basilea          | SL               | 6          | 0          | CS              | 0               | 0               | -                  | -                  | -                  | -           | -           | -           | 6      | 0      |
| Totale Basilea   | Totale Basilea   | Totale Basilea   | 386        | 41         |                 | 45              | 12              |                    | 111                | 13                 |             | -           | -           | 538    | 66     |
| 2024-2025        | Winterthur       | SL               | 20         | 1          | CS              | 2               | 0               | -                  | -                  | -                  | -           | -           | -           | 22     | 1      |
| Totale carriera  | Totale carriera  | Totale carriera  | 523        | 56         |                 | 60              | 19              |                    | 115                | 13                 |             | -           | -           | 698    | 88     |

### Cronologia presenze e reti in nazionale
| Cronologia completa delle presenze e delle reti in nazionale ― Svizzera | Cronologia completa delle presenze e delle reti in nazionale ― Svizzera | Cronologia completa delle presenze e delle reti in nazionale ― Svizzera | Cronologia completa delle presenze e delle reti in nazionale ― Svizzera | Cronologia completa delle presenze e delle reti in nazionale ― Svizzera | Cronologia completa delle presenze e delle reti in nazionale ― Svizzera | Cronologia completa delle presenze e delle reti in nazionale ― Svizzera | Cronologia completa delle presenze e delle reti in nazionale ― Svizzera |
| Data                                                                    | Città                                                                   | In casa                                                                 | Risultato                                                               | Ospiti                                                                  | Competizione                                                            | Reti                                                                    | Note                                                                    |
| ----------------------------------------------------------------------- | ----------------------------------------------------------------------- | ----------------------------------------------------------------------- | ----------------------------------------------------------------------- | ----------------------------------------------------------------------- | ----------------------------------------------------------------------- | ----------------------------------------------------------------------- | ----------------------------------------------------------------------- |
| 7-10-2011                                                               | Cardiff                                                                 | Galles                                                                  | 2 – 0                                                                   | Svizzera                                                                | Qual. Euro 2012                                                         | -                                                                       | 71’                                                                     |
| 11-11-2011                                                              | Amsterdam                                                               | Paesi Bassi                                                             | 0 – 0                                                                   | Svizzera                                                                | Amichevole                                                              | -                                                                       | 80’                                                                     |
| 15-11-2011                                                              | Lussemburgo                                                             | Lussemburgo                                                             | 0 – 1                                                                   | Svizzera                                                                | Amichevole                                                              | -                                                                       | 46’                                                                     |
| 29-2-2012                                                               | Berna                                                                   | Svizzera                                                                | 1 – 3                                                                   | Argentina                                                               | Amichevole                                                              | -                                                                       | 46’                                                                     |
| 18-11-2014                                                              | Poznań                                                                  | Polonia                                                                 | 2 – 2                                                                   | Svizzera                                                                | Amichevole                                                              | 1                                                                       | 62’                                                                     |
| 27-3-2015                                                               | Lucerna                                                                 | Svizzera                                                                | 3 – 0                                                                   | Estonia                                                                 | Qual. Euro 2016                                                         | -                                                                       | 87’ 90’                                                                 |
| 31-3-2015                                                               | Zurigo                                                                  | Svizzera                                                                | 1 – 1                                                                   | Stati Uniti                                                             | Amichevole                                                              | -                                                                       | 46’                                                                     |
| 3-6-2016                                                                | Lugano                                                                  | Svizzera                                                                | 2 – 1                                                                   | Moldavia                                                                | Amichevole                                                              | -                                                                       | 70’                                                                     |
| 11-6-2016                                                               | Lens                                                                    | Albania                                                                 | 0 – 1                                                                   | Svizzera                                                                | Euro 2016 - 1º turno                                                    | -                                                                       | 76’                                                                     |
| 1-6-2017                                                                | Neuchâtel                                                               | Svizzera                                                                | 1 – 0                                                                   | Bielorussia                                                             | Amichevole                                                              | -                                                                       | 46’                                                                     |
| 7-10-2017                                                               | Basilea                                                                 | Svizzera                                                                | 5 – 2                                                                   | Ungheria                                                                | Qual. Mondiali 2018                                                     | 1                                                                       | 73’                                                                     |
| 9-11-2017                                                               | Belfast                                                                 | Irlanda del Nord                                                        | 0 – 1                                                                   | Svizzera                                                                | Qual. Mondiali 2018                                                     | -                                                                       | 83’                                                                     |
| 23-3-2018                                                               | Atene                                                                   | Grecia                                                                  | 0 – 1                                                                   | Svizzera                                                                | Amichevole                                                              | -                                                                       | 80’                                                                     |
| 27-3-2018                                                               | Basilea                                                                 | Svizzera                                                                | 6 – 0                                                                   | Panama                                                                  | Amichevole                                                              | 1                                                                       | 58’                                                                     |
| 5-9-2021                                                                | Basilea                                                                 | Svizzera                                                                | 0 – 0                                                                   | Italia                                                                  | Qual. Mondiali 2022                                                     | -                                                                       | 87’                                                                     |
| 8-9-2021                                                                | Belfast                                                                 | Irlanda del Nord                                                        | 0 – 0                                                                   | Svizzera                                                                | Qual. Mondiali 2022                                                     | -                                                                       | 16’ 59’                                                                 |
| 12-11-2021                                                              | Roma                                                                    | Italia                                                                  | 1 – 1                                                                   | Svizzera                                                                | Qual. Mondiali 2022                                                     | -                                                                       | 79’                                                                     |
| 15-11-2021                                                              | Lucerna                                                                 | Svizzera                                                                | 4 – 0                                                                   | Bulgaria                                                                | Qual. Mondiali 2022                                                     | -                                                                       |                                                                         |
| 26-3-2022                                                               | Londra                                                                  | Inghilterra                                                             | 2 – 1                                                                   | Svizzera                                                                | Amichevole                                                              | -                                                                       |                                                                         |
| 29-3-2022                                                               | Zurigo                                                                  | Svizzera                                                                | 1 – 1                                                                   | Kosovo                                                                  | Amichevole                                                              | -                                                                       | 63’                                                                     |
| 5-6-2022                                                                | Lisbona                                                                 | Portogallo                                                              | 4 – 0                                                                   | Svizzera                                                                | UEFA Nations League 2022-2023 - 1º turno                                | -                                                                       |                                                                         |
| 9-6-2022                                                                | Lancy                                                                   | Svizzera                                                                | 0 – 1                                                                   | Spagna                                                                  | UEFA Nations League 2022-2023 - 1º turno                                | -                                                                       | 79’                                                                     |
| 24-11-2022                                                              | Al Wakrah                                                               | Svizzera                                                                | 1 – 0                                                                   | Camerun                                                                 | Mondiali 2022 - 1º turno                                                | -                                                                       | 71’                                                                     |
| 28-11-2022                                                              | Doha                                                                    | Brasile                                                                 | 1 – 0                                                                   | Svizzera                                                                | Mondiali 2022 - 1º turno                                                | -                                                                       | 86’                                                                     |
| Totale                                                                  |                                                                         | Presenze                                                                | 24                                                                      |                                                                         | Reti                                                                    | 3                                                                       |                                                                         |

## Palmarès

### Club
- Campionato svizzero: 5

Basilea: 2007-2008, 2011-2012, 2012-2013, 2013-2014, 2014-2015
- Coppa Svizzera: 3

Basilea: 2007-2008, 2011-2012, 2018-2019

### Individuale
- Squadra della stagione della UEFA Europa League: 1

2019-2020